# Giunta regionale della Sardegna
La Giunta regionale della Sardegna è composta da:
- il presidente della Regione;
- 12 assessori, nominati e revocabili dal presidente della Regione.

Il presidente è eletto direttamente dai cittadini residenti in Sardegna ogni 5 anni, in concomitanza dell'elezione del Consiglio regionale.

## Composizione attuale (2024-)
| Presidenza         | Presidenza     | Presidenza                                                            | Presidenza     | Presidenza | Presidenza | Presidenza |
| Nome               | Carica         | Deleghe                                                               | Mandato        | Partito    | Partito    |            |
| ------------------ | -------------- | --------------------------------------------------------------------- | -------------- | ---------- | ---------- | ---------- |
| Alessandra Todde   | Presidente     | -                                                                     | dal 20/03/2024 | M5S        |            |            |
| Vicepresidenza     |                |                                                                       |                |            |            |            |
| Nome               | Carica         | Deleghe                                                               | Mandato        | Partito    | Partito    |            |
| Giuseppe Meloni    | Vicepresidente | Programmazione, bilancio, credito e assetto del territorio            | dal 09/04/2024 | PD         |            |            |
| Assessori          |                |                                                                       |                |            |            |            |
| Nome               | Carica         | Deleghe                                                               | Mandato        | Partito    | Partito    |            |
| Maria Elena Motzo  | Assessore      | Affari generali, Personale e Riforma della Regione                    | dal 09/04/2024 | UAT        |            |            |
| Gianfranco Satta   | Assessore      | Agricoltura e Riforma agro-pastorale                                  | dal 09/04/2024 | PP         |            |            |
| Giuseppe Meloni    | Assessore      | Programmazione, bilancio, credito e assetto del territorio            | dal 09/04/2024 | PD         |            |            |
| Francesco Spanedda | Assessore      | Enti Locali, Finanze e Urbanistica                                    | dal 09/04/2024 | Ind.       |            |            |
| Rosanna Laconi     | Assessore      | Difesa dell'Ambiente                                                  | dal 09/04/2024 | PD         |            |            |
| Franco Cuccureddu  | Assessore      | Turismo, Artigianato e Commercio                                      | dal 09/04/2024 | OC         |            |            |
| Antonio Piu        | Assessore      | Lavori Pubblici                                                       | dal 09/04/2024 | AVS        |            |            |
| Desiré Manca       | Assessore      | Lavoro, Formazione Professionale, Cooperazione e Sicurezza Sociale    | dal 09/04/2024 | M5S        |            |            |
| Ilaria Portas      | Assessore      | Pubblica istruzione, beni culturali, informazione, spettacolo e sport | dal 09/04/2024 | SF         |            |            |
| Barbara Manca      | Assessore      | Trasporti                                                             | dal 09/04/2024 | Ind.       |            |            |
| Armando Bartolazzi | Assessore      | Igiene e Sanità e Assistenza Sociale                                  | dal 09/04/2024 | M5S        |            |            |
| Emanuele Cani      | Assessore      | Industria                                                             | dal 09/04/2024 | PD         |            |            |

## Composizioni precedenti

### Giunta Solinas (2019-2024)
| Presidenza         | Presidenza                                        | Presidenza                                                            | Presidenza                   | Presidenza        | Presidenza |
| Nome               | Carica                                            | Deleghe                                                               | Mandato                      | Partito           | Partito    |
| ------------------ | ------------------------------------------------- | --------------------------------------------------------------------- | ---------------------------- | ----------------- | ---------- |
| Christian Solinas  | Presidente                                        | -                                                                     | dal 20/03/2019 al 20/03/2024 | PSd'Az            |            |
| Alessandra Zedda   | Vicepresidente della giunta regionale e Assessore | Lavoro, Formazione Professionale, Cooperazione e Sicurezza Sociale    | dal 23/07/2019 al 08/11/2022 | Forza Italia      |            |
| Assessori          |                                                   |                                                                       |                              |                   |            |
| Nome               | Carica                                            | Deleghe                                                               | Mandato                      | Partito           | Partito    |
| Valeria Satta      | Assessore (non di origine elettiva)               | Affari generali, Personale e Riforma della Regione                    | dal 09/05/2019 al 25/11/2022 | Lega              |            |
| Gabriella Murgia   | Assessore (non di origine elettiva)               | Agricoltura e Riforma agro-pastorale                                  | dal 09/05/2019 al 25/11/2022 | Indipendente      |            |
| Giuseppe Fasolino  | Assessore (non di origine elettiva)               | Programmazione, bilancio, credito e assetto del territorio            | dal 04/04/2019 al 25/11/2022 | Forza Italia      |            |
| Quirico Sanna      | Assessore (non di origine elettiva)               | Enti Locali, Finanze e Urbanistica                                    | dal 09/04/2019 al 25/11/2022 | PSd'Az            |            |
| Gianni Lampis      | Assessore (non di origine elettiva)               | Difesa dell'Ambiente                                                  | dal 04/04/2019 al 25/11/2022 | Fratelli d'Italia |            |
| Giovanni Chessa    | Assessore                                         | Turismo, Artigianato e Commercio                                      | dal 04/04/2019 al 25/11/2022 | PSd'Az            |            |
| Roberto Frongia    | Assessore (non di origine elettiva)               | Lavori Pubblici                                                       | dal 09/04/2019 al 22/12/2020 | Riformatori Sardi |            |
| Aldo Salaris       | Assessore                                         | Lavori Pubblici                                                       | dal 07/04/2021 al 25/11/2022 | Riformatori Sardi |            |
| Alessandra Zedda   | Assessore                                         | Lavoro, Formazione Professionale, Cooperazione e Sicurezza Sociale    | dal 04/04/2019               | Forza Italia      |            |
| Andrea Biancareddu | Assessore                                         | Pubblica istruzione, beni culturali, informazione, spettacolo e sport | dal 09/05/2019 al 25/11/2022 | Unione di Centro  |            |
| Giorgio Todde      | Assessore (non di origine elettiva)               | Trasporti                                                             | dal 09/05/2019 al 25/11/2022 | Lega              |            |
| Mario Nieddu       | Assessore (non di origine elettiva)               | Igiene e Sanità e Assistenza Sociale                                  | dal 04/04/2019 al 25/11/2022 | Lega              |            |
| Anita Pili         | Assessore (non di origine elettiva)               | Industria                                                             | dal 12/05/2019 al 25/11/2022 | IV                |            |

## Struttura della Regione
Gli assessorati regionali sono così organizzati:
- Assessorato degli Affari Generali, Personale e Riforma della Regione
  - Direzione generale degli affari generali;
  - Direzione generale dell'organizzazione e metodo e del personale
  - Ufficio del controllo interno di gestione.
  - Presso l'Assessorato ha sede anche il Comitato per la rappresentanza negoziale della regione sarda - CO.RA.N., quale articolazione regionale dell'ARAN, Agenzia per la rappresentanza negoziale della Pubblica Amministrazione.
- Assessorato dell'Agricoltura e Riforma Agro-Pastorale
  - Direzione generale dell'agricoltura e riforma agro-pastorale
- Assessorato della Difesa dell'Ambiente
  - Direzione generale della difesa dell'ambiente;
  - Direzione generale del corpo forestale e di vigilanza ambientale;
- Assessorato degli Enti Locali, Finanze e Urbanistica
  - Direzione generale enti locali e finanze;
  - Direzione generale della pianificazione urbanistica territoriale e della vigilanza edilizia;
- Assessorato Igiene e Sanità e dell'Assistenza Sociale
  - Direzione generale della sanità;
  - Direzione generale delle politiche sociali;
- Assessorato dell'Industria
  - Direzione generale dell'industria
- Assessorato dei Lavori Pubblici
  - Direzione generale dei lavori pubblici;
- Assessorato Lavoro, Formazione Professionale, Cooperazione e Sicurezza Sociale
  - Direzione generale del lavoro, formazione professionale, cooperazione e sicurezza sociale;
- Assessorato della Programmazione, Bilancio, Credito e Assetto del Territorio
  - Direzione generale della programmazione, bilancio e assetto del territorio
  - Centro regionale di programmazione
- Assessorato della Pubblica Istruzione, Beni Culturali, Informazione, Spettacolo e Sport
  - Direzione generale dei beni culturali, informazione, spettacolo e sport;
  - Direzione generale della pubblica istruzione;
- Assessorato dei Trasporti
  - Direzione generale dei trasporti;
  - Direzione generale per il trasporto pubblico locale;
- Assessorato del Turismo, Artigianato e Commercio
  - Direzione generale del turismo, artigianato e commercio.

## Agenzie regionali
Le Agenzie, sotto il controllo dell'esecutivo regionale, curano settori particolari:
- Agenzia regionale Conservatoria delle Coste della Sardegna;
- Agenzia regionale del distretto idrografico della Sardegna;
- Agenzia governativa regionale Osservatorio Economico;
- Agenzia per la ricerca in agricoltura - AGRIS Sardegna;
- Agenzia regionale per il Lavoro;
- Agenzia regionale per l'attuazione dei programmi in campo agricolo e per lo sviluppo rurale - LAORE Sardegna;
- Agenzia regionale per la Gestione e l'Erogazione degli Aiuti in Agricoltura - ARGEA Sardegna;
- Agenzia regionale per la Protezione dell'Ambiente della Sardegna - ARPAS;
- Azienda regionale per l'Edilizia Abitativa - AREA.

## Enti regionali
Sono enti della Regione Autonoma della Sardegna:
- Azienda per la Tutela della Salute della Sardegna (ATS) che include:
  - ASSL di Cagliari;
  - ASSL di Oristano;
  - ASSL di Nuoro;
  - ASSL di Sassari;
  - ASSL di Olbia;
  - ASSL di Lanusei;
  - ASSL di Carbonia;
  - ASSL di Sanluri;
- ARST S.p.a. - Agenzia Regionale Sarda Trasporti;
- FORESTAS - Agenzia forestale regionale per lo sviluppo del territorio e dell'ambiente della Sardegna;
- ENAS - Ente acque della Sardegna;
- ERSU - Ente Regionale per il Diritto allo Studio Universitario:
  - ERSU Cagliari;
  - ERSU Sassari;
- ISRE - Istituto Superiore Regionale Etnografico;
- IZS - Istituto Zooprofilattico Sperimentale della Sardegna.